# Marija Borić
Marija Borić (Zagreb, 29. rujna 1980.), hrvatska je kazališna, televizijska i filmska glumica.

## Filmografija

### Televizijske uloge
- "Stella" kao Valerija (2013.)
- "Stipe u gostima" kao Biserka (2011.)
- "Zvijezde pjevaju" kao Marija Borić (2011.)
- "Najbolje godine" kao Zrinka Lotar (2009. – 2010.; 2011.)
- "Ponos Ratkajevih" kao Ivka Križaj (2007. – 2008.)
- "Cimmer fraj" kao Helena (2006. – 2007.)
- "Nad lipom 35" kao Anamarija-Ana (2006.)
- "Ljubav u zaleđu" kao prostitutka (2006.)
- "Bitange i princeze" kao šminkerica (2005. – 2006.)
- "Novo doba" kao Merlinka (2002.)

### Filmske uloge
- "Gdje pingvini lete" kao Vera (2008.)
- "Moram spavat', anđele" kao medicinska sestra (2007.)
- "Za naivne dječake" kao Anja Marković (2007.)

### Sinkronizacija
- "Mačak u čizmama" kao Jill (2011.)
- "Priča o mišu zvanom Despero" kao Miggery Sow (2008.)
- "Obitelj Robinson" kao Talula (2007.)

## Vanjske poveznice
- Marija Borić u internetskoj bazi filmova IMDb-u (engl.)
- Stranica na Mala-scena.hr  Arhivirana inačica izvorne stranice od 24. svibnja 2013. (Wayback Machine)